# Ламеллярный ихтиоз
Ламеллярный ихтиоз — врождённый небуллезный ихтиоз, наследуемый преимущественно по аутосомно-рецессивному типу, для которого характерны эритродермия, пластинчатый гиперкератоз, эктропион.
Впервые заболевание было описано в 1841 году Е. Селигманном.

## Эпидемиология
Заболевание встречается 1 раз среди 200—300 тыс. новорождённых. Заболеванием болеют различные этнические группы населения, чаще всего патология обнаруживается в семьях с близкородственными браками.

## Патогенез
В основе патогенеза ламеллярного ихтиоза лежат преобладание недостаточности фермента трансглутаминазы и пролиферативный гиперкератоз.

## Клиническая картина
Дети рождаются с картиной «коллоидного плода». Когда новорождённый начинает двигаться, роговой слой трескается, а затем через 6-7 недель начинается отшелушивание крупными пластинками, под которыми обнаруживается гиперемированная и отечная кожа. В первые годы после отшелушивания для больных характерно наличие генерализованной эритродермии. С возрастом эритродермия регрессирует, а гиперкератоз усиливается. В дальнейшем присоединяется шелушение крупными плотными полигональными чешуйками и пластинами серовато-коричневого цвета. В области суставов кожа утолщена, отмечается диффузный гиперкератоз. 
К характерным признакам заболевания относят:
- «волнистость спины»  в виде поперечно расположенных складок кожи;
- кератодермия на ладонях и подошвах;
- эктропион и деформации ушных раковин;
- краевая алопеция;
- усиленный рост ногтей;
- подногтевой гиперкератоз.

## Дифференциальная диагностика
Дифференциальную диагностику следует проводить со следующими заболеваниями:
- небуллезные врождённые эритродермии;
- десквамативная эритродермия Лейнера — Муссу;
- эритродермические формы псориаза;
- синдром Нетертона и др[3].

## Лечение
Основными препаратами для лечения ламеллярного ихтиоза являются ароматические ретиноиды и витамин А. Также  назначают препараты, нормализующие липидный обмен (метионин), ферменты поджелудочной железы (панкреатин), витамины Е, РР, В12.
Рекомендованы физиотерапевтические методы лечения: проведение общей фотохимиотерапии (ПУВА) 4 раза в неделю, курсом 15—20 процедур, эффективна комбинация ацитретина с ПУВА-терапией.

## Примечание
1. ↑  И.А. КУКЛИН, Ю.М. БОЧКАРЕВ, Ю.В. КЕНИКСФЕСТ, М.А. АРТАМОНОВА. РЕДКИЙ СЛУЧАЙ ЛЯМИЛЛЯРНОГО ИХТИОЗА // НАБЛЮДЕНИЕ ИЗ ПРАКТИКИ. — 2011.
2. ↑  С.В. Кошкин, Т.В. Чермных, А.Л. Евсеева, В.В. Рябова, А.Н. Рябов. Ламеллярный врожденный ихтиоз // Вестник дерматологии и венерологии. — 2016.
3. ↑  М.Н. ГАДЖИМУРАДОВ. Ламеллярный врожденный ихтиоз // КЛИНИЧЕСКАЯ ДЕРМАТОЛОГИЯ И ВЕНЕРОЛОГИЯ. — 2017.